# LEGO øen (serie)
 For alternative betydninger, se LEGO øen. (Se også artikler, som begynder med LEGO øen)
LEGO ø-serien er en serie spil udgivet henholdsvis 1997, 2001 og 2002.
Det startede med det succes-rige computerspil: Panik på LEGO Øen der blev udgivet i 1997. Selve spillet går ud på at gå, køre, cykle, skate eller flyve rundt på øen, for at løse forskellige opgaver. Men den store handling er at man som pizzabuddet, Pepper Roni, kommer til at give forbryderen, Kim Cool (en: Brickster) en forkert pizza, og derfor stikker han af. Han stjæler en helikopter og energi-klodsen for derefter at prøve at skille LEGO øen ad. Naturligvis må Pepper stoppe ham. Man kan spille fem forskellige karakterer i spillet, hver især med forskellige opgaver.
Efter lang ventetid ville producenterne af det første spil, Mindscape, ikke lave endnu et spil, derfor var det Silicon Dreams der lavede LEGO øen 2: Kim Cools hævn i 2001. Spillet blev ikke lige så stor en succes som det første i serien, men stadig et udmærket sælgende spil.  Dette spil handlede om at Kim Cool stikker af, tager til sit hjemland, Ogel, og får fat i nogle Cool-botter og overtager LEGO øen. Nu er det op til Pepper at redde øen endnu en gang. 
Silicon Dreams valgte så at lave Island Extreme Stunt i 2002. Denne gang ikke kun til PC, men også til GameBoy: Advance og Playstation 2. Og dette spil, der handlede om forskellige stuntsekvenser man skulle lave, blev en stor succes.